# Unidad de Música de la Academia General Militar (España)

## Historia

Escudo de armas de la Academia General Militar

La unidad de Música de la Academia General Militar nace en el año 1882 junto con el propio centro de formación de oficiales con sede en Toledo.
Al finalizar la Primera Época se dispuso que conformase parte de la recién creada Academia de Infantería. 
El 20 de febrero de 1927 se reanudan las actividades de la AGM, situada en Zaragoza, iniciando así su Segunda Época en la que contó con su correspondiente unidad de Música hasta su disolución en 1931. 
La AGM volvió a abrir sus puertas el 15 de septiembre de 1942 iniciando la Tercera Época que dura hasta nuestros días. 
Contaba con una unidad de Música que había prestado sus servicios, sucesivamente, en la Academia de Formación de Oficiales de Infantería (1937-39) y la Academia de Transformación de Oficiales Profesionales de Infantería (1939-42). Desde ese momento y hasta hoy, la historia de la unidad de Música forma parte indisoluble de la de la AGM. 
Esta unidad ha participado en todos los actos ceremoniales y celebraciones organizados por la Academia General Militar, desde la entrega de la bandera donada por la Reina Mª Cristina (1886), hasta las más recientes juras de bandera y entregas de despachos a Su Majestad el Rey Don Felipe VI, siendo entonces Príncipe de Asturias, y a su padre el Rey Don Juan Carlos I. Además de cumplir con todo el ceremonial de la Academia y asistir a los actos militares que se organizan en la plaza de Zaragoza, la unidad de Música ha grabado y actuado para cadenas de TV y radio, y ha realizado varias giras por toda España ofreciendo conciertos en lugares tan importantes como el auditorio Manuel de Falla de Granada, el auditorio de Zaragoza, el Palacio de la Música Catalana, o el auditorio Baluarte de Pamplona. 
Destaca la actuación conjunta de 1988 con la US. Army Band en Washington.
Componen la unidad 45 instrumentistas, todos ellos están en posesión de la titulación requerida para formar parte de ella, ya bien como miembros del cuerpo de Músicas Militares o como Militares Profesionales de Tropa Especialistas Músicos del ET. En la actualidad figura al frente de la unidad el Capitán (actualmente Comandante) D. Roberto Sancasto Calvo y como subdirector el Suboficial Mayor D. Vicente Masmano Ortiz.

## Directores
Desde 1928 ha tenido los siguientes directores:

- Músico Mayor de 3ª D. Félix Rodríguez Duque
- Capitán Director Músico D. Ismael Granero Fayos
- Capitán Director Músico D. Pedro Raventós Gaspar
- Capitán Director Músico Izquierdo Gómez
- Capitán Director Músico D. Fermín Poza Berzosa
- Capitán Director Músico D. Joaquín Grau Murcia
- Comandante Director Músico D. Luis Blanco Domínguez
- Capitán Director Músico  D. Ramón Benito Pérez
- Comandante Director Músico D. Roberto Sancasto Calvo

## Discografía
- Himnos y canciones militares (2002)
- "75º Aniversario de la 3ª época de la Academia General Militar: Desde Aragón al servicio de España" (2015)